# Oldřich Vlasák
Oldřich Vlasák (26. listopadu 1955 Hradec Králové – 12. října 2024) byl český politik, v letech 2004 až 2014 poslanec Evropského parlamentu (z toho v letech 2012 až 2014 jeho místopředseda), v letech 2016 až 2020 zastupitel Královéhradeckého kraje, v letech 1998 až 2004 primátor statutárního města Hradec Králové, člen ODS.

## Životopis
- Gymnázium J. K. Tyla v Hradci Králové
- ČVUT – katedra techniky a prostředí v Praze, kterou v roce 1980 úspěšně ukončil
- Výzkum v oblasti životního prostředí
- 1989 – Výrazný regionální aktér během společenských změn v období listopadové tzv. sametové revoluce
- Manažer v soukromém sektoru
- 1990 – Zvolen do zastupitelstva města Hradec Králové
- 1998 – Primátorem města Hradec Králové
- 2000 – Zvolen místopředsedou Svazu měst a obcí ČR
- 2001 – Předseda Svazu měst a obcí ČR
- 2004 – odešel z funkce primátora

### Kandidatury do Evropského parlamentu (od r. 2004)
V letech 2004 až 2009 byl zvolen poslancem Evropského parlamentu, v červnu 2009 svůj poslanecký mandát obhájil ve volbách na dalších 5 let a byl zařazen do Výboru pro regionální rozvoj. Byl členem frakce Evropští konzervativci a reformisté. Dne 18. ledna 2012 se stal místopředsedou Evropského parlamentu. Ve volbách do Evropského parlamentu v roce 2014 kandidoval na 4. místě kandidátky ODS. I přes 7 912 preferenčních hlasů neuspěl a stal se prvním náhradníkem.

### Hodnocení europoslance O. Vlasáka (dle think-tanku Evropské hodnoty)
Dle vydané zprávy výše uvedeného think-tanku, která se vztahuje na období před následujícími volbami do Evropského parlamentu (2014) vyplývá následující:
1. Docházka – obsadil 10. místo z celkových 22 českých europoslanců,
2. Účast na jmenovitých hlasování českých europoslanců – obsadil 4. místo z celkových 22 českých europoslanců,
3. Zprávy předložené zpravodajem českými europoslanci – obsadil 5.–9. místo z celkových 22 českých europoslanců,
4. Stanoviska předložená českými europoslanci – obsadil 1. místo z celkových 22 českých europoslanců,
5. Pozměňovací návrhy českých europoslanců – obsadil 1. místo z celkových 22 českých europoslanců,
6. Parlamentní otázky českých europoslanců – obsadil 6. místo z celkových 22 českých europoslanců,
7. Písemná prohlášení českých europoslanců – obsadil 6.–22. místo z celkových 22 českých europoslanců,
8. Návrhy usnesení českých europoslanců – obsadil 5.–6. místo z celkových 22 českých europoslanců,
9. Vystoupení na plenárním zasedání českých europoslanců – obsadil 2. místo z celkových 22 českých europoslanců.

### Komunální a senátní volby v roce 2014
V komunálních volbách v roce 2014 obhájil za ODS post zastupitele města Hradce Králové, a to díky preferenčním hlasům. Na kandidátce byl totiž původně na 5. místě, nakonec skončil první (ODS získala ve městě jen 3 mandáty). Ve volbách v roce 2018 byl opět zvolen. Tentokrát figuroval na 7. místě kandidátky, vlivem preferenčních hlasů však skončil první. Na konci října 2018 se navíc stal radním města.
Ve volbách do Senátu PČR v roce 2014 kandidoval za ODS v obvodu č. 45 – Hradec Králové. Se ziskem 18,91 % hlasů skončil v prvním kole na 2. místě a postoupil tak do kola druhého. V něm prohrál poměrem hlasů 39,87 % : 60,12 % s nestraníkem za ČSSD Jaroslavem Malým.
V krajských volbách v roce 2016 byl za ODS zvolen zastupitelem Královéhradeckého kraje. Na kandidátce byl původně na 9. místě, ale vlivem preferenčních hlasů skončil třetí. Ve volbách v roce 2020 figuroval na předposledním místě kandidátky, ale tentokrát neuspěl.
V komunálních volbách v roce 2022 obhájil za ODS post zastupitele města Hradec Králové. V listopadu 2022 byl opět zvolen radním města. V krajských volbách v roce 2024 kandidoval jako člen ODS do Zastupitelstva Královéhradeckého kraje na předposledním místě kandidátky subjektu „SILNÍ LÍDŘI pro kraj - ODS, KDU-ČSL a VÝCHODOČEŠI“, ale neuspěl. Mandát krajského zastupitele tak nezískal.

## Úmrtí
Zemřel dne 12. října 2024 ve věku 68 let.